# Deileptenia nigra
Deileptenia nigra är en fjärilsart som beskrevs av Edward Alfred Cockayne 1948. Deileptenia nigra ingår i släktet Deileptenia och familjen mätare. Inga underarter finns listade i Catalogue of Life.